# Toren (Kvistbro socken, Närke, 656720-143243)
Toren är en sjö i Lekebergs kommun i Närke och ingår i Norrströms huvudavrinningsområde.